# Quercus afares
Quercus afares (дуб африканський) — вид рослин з родини Букові (Fagaceae); поширений у Тунісі й Алжирі.

## Опис
Дерево заввишки до 25 м. Кора груба, глибоко борозниста. Гілочки спочатку густо запушені, стають голими. Листки 7–14 × 4–6 см, довгасто ланцетні, верхівка трохи ослаблена, основа округла, краї з 8–12 парами трикутних зубців, блискуче зелені зверху з деякими зірчастими волосками, волосисті знизу особливо вздовж жилок, випадають наприкінці зими; ніжка листка волосиста, завдовжки 0.5–1 см. Жолудь завдовжки 4 см, поодиноко або до 3 (іноді більше) на короткій, 1 см завдовжки ніжці, укладений на 1/3 довжини в чашку, дозріває 2 роки.

## Поширення
Поширений у Тунісі й Алжирі. Зростає прибережних гірських районах між 200 і 1600 м над рівнем моря. 